# FC Fiorentino
FC Fiorentino to sanmaryński klub piłkarski, siedzibą w Fiorentino. Klub powstał w 1974 roku, jako SS Montevito. Klub występuje w Campionato Sammarinese.
Do sezonu 2004/05 klub znany był jako SS Montevito, jednak później jego nazwę zmieniono na obecną, czyli Football Club Fiorentino.

## Sukcesy
- Mistrzostwo San Marino (1 raz): 1992 (jako SS Montevito)